# Ruska filtracijska taborišča za Čečence
Filtracijska taborišča, znana tudi kot koncentracijska taborišča, so bila taborišča, ki so jih ruske sile uporabljale za množično pridržanje Čečencev med prvo čečensko vojno in nato ponovno med drugo čečensko vojno. Podobna taborišča so Rusi kasneje uporabili v Ukrajini.

## Sistem »filtracije«
Izraz »točka za filtracijo« se je pojavil med prvo čečensko vojno kot ime objektov, kjer so Rusi nezakonito zadrževali osebe, ki jih je njihova vojska pridržala med operacijo »za vzpostavitev ustavnega reda« na ozemlju Čečenske republike med leti 1994 in 1996. Med drugo čečensko vojno, ki se je začela leta 1999, so nekateri objekti za »filtracijo« dobili legitimen status centrov za pridržanje med preiskavami, ki so bili podrejeni ruskemu ministrstvu za pravosodje, in centrov za začasno pridržanje, ki so bili podrejeni ministrstvu za notranje zadeve. Ta pravna ureditev je bila nejasna in brez očitne podlage v ruskem kazenskem zakoniku.
Po navedbah ruske organizacije za človekove pravice Memorial je konzervativnih ocenah skupno število tistih, ki so bili podvrženi »filtraciiji« najmanj 200.000 ljudi (prebivalstvo Čečenije je manj kot milijon). Od teh so »skoraj vsi« bili podvrženi pretepanju in mučenju, nekateri pa so bili usmrčeni po kratkem postopku. Po mnenju Memoriala je bil namen sistema »filtracije« v Čečeniji splošni državni terorja za zatiranje in ustrahovanje prebivalstva, poleg tega pa tudi prisilno novačenje mreže obveščevalcev. Za sistem je bila značilna neselektivnost - žrtve so bile aretirane brez podlage, množično so bili priprti nedolžni ljudje.
Oktobra 2000 je organizacija Human Rights Watch (HRW) objavila preiskovalno poročilo na 99 straneh. V poročilu je podrobno opisala, kako so ruske enote pridržale na tisoče Čečenov; »mnogi od njih so bili pridržani brez razloga, brez dokazov o kaznivih dejanjih. Stražarji v pripornih centrih sistematično pretepajo čečenske zapornike, nekateri med njimi so bili tudi posiljeni ali podvrženi drugim oblikam mučenja. Večino so izpustili šele potem, ko so njihove družine plačale velike podkupnine ruskim uradnikom.« HRW je opozoril, da kljub resoluciji komisije Organizacije združenih narodov za človekove pravice pod pokroviteljstvom Evropske unije, ki Rusijo poziva k ustanovitvi nacionalne preiskovalne komisije, ki bi ugotovila odgovornost za zlorabe, ruske oblasti niso sprožile nobenega »verodostojnega in preglednega prizadevanja za preiskavo teh zlorab in kaznovanjem storilcev.« 

"Čečenci, ki nimajo ustreznih dokumentov, ki imajo enak priimek kot kak čečenski poveljnik, ki so osumljeni, da so sorodniki borcev ali pa samo "izgledajo" kot borci, so še vedno vsakodnevno priprti in zlorabljeni na stotinah kontrolnih točk v Čečeniji. Veliko jih "izgine" za več mesecev, ko jih ruski uradniki za več mesecev zaprejo v samice. Nekateri so izpuščeni, ko njihovi sorodniki plačajo podkupniko. Ostali se nikoli ne vrnejo. (...) Čečenci so tako pogosto priprti na kontrolnih točkah v Čečeniji in na mejah Čečenije z Rusijo, da se mnogi povsem izogibajo vsakršnemu potovanju, tudi če morajo pobegniti pred aktivnim boji. (...) Moški so med pridržanjem redno pretepani, pogosto so tudi žrtve groženj in zasmehovanja. V nekaterih primerih so na kontrolnih točkah bile pridržane tudi ženske in nato posiljene. (...) Ruska vojska pogosto zapre cele skupine čečenskih moških v operacijah katerih cilj je ujeti upornike, potem ko Rusi prevzamejo nadzor nad čečenskimi skupnostmi. Ruske sile poleg tega tudi izvajajo množične aretacije po napadih iz zasede ali drugih napadih. V nekaterih primerih je bila zajeta celotna moška populacija vasi, nato pa prepeljana na prazno polje, kjer so jih Rusi pretepli, medtem ko so uradniki iskali osumljene upornike. Ruske sile jih pretepajo brez usmiljenja, včasih do smrti, nekateri so tudi usmrčeni po hitrem postopku."

Human Rights Watch, oktober 2000

## Filtracijska taborišča v drugi čečenski vojni
Eno glavnih in najbolj znanih filtracijskih taborišč v Čečeniji je bil center za pridržanje Černokozovo, ki je bil ustanovljen v nekdanjem zaporu leta 1999. Černokozovo je bilo leta 2000 deležno mednarodne pozornosti in najmanj dveh sodbi Evropskega sodišča za človekove pravice, ki sta bili povezani z nezakonitim pridržanjem in mučenjem (primeri bratov Čitajev leta 2007 in Zure Bitijeve leta 2008, slednja je vključevala tudi usmrtitev nje in njene družine).
Prvo taborišče v Groznem, prestolnici Čečenije, je bilo odprto januarja 1995. Rusi so tam zadrževane Čečene pretepali in mučili. Mnoge so ruske sile uporabile kot živi ščit v boju in kot talce, ki so jih zamenjali za ruske vojake, ki so jih zajeli čečenski borci.
Leta 2000 je Amnesty International identificirala naslednja filtracijska taborišča: zapor v Kadi-Jurtu, začasni zapor v šoli v Urus-Martanu in druga začasna taborišča na različnih lokacijah v Čečeniji, vključno s skladiščem sadja v Tolstoj-Jurta, v obratu za predelavo perutnine in klet kavarne Čekar v Čiri-Jurt in v Groznem. Objekti zunaj Čečenije so vključevali zaporniško bolnišnico in taborišče v Pjatigorsku v Stavropolskem okraju.
Po navedbah Memoriala so druga ruska filtracijska taborišča vključevale razvpiti objekt »Titanic«, ki se nahaja med Alerojem in Centorojem, in je v njem »izginilo« veliko število ljudi. Nezakoniti zapori so bili ustanovljeni na mestih, kjer so bile vojaške enote ali posebne enote Ministrstva za notranje zadeve. Zaporniki v njih niso bili nikjer uradno registrirani kot pridržani. Največji in najbolj znan center se je nahajal v vojaškem oporišču v Hankali, kjer so v luknjah, izkopanih v zemlji, zadrževali številne zapornike. Poleg tega so med številnimi posebnimi akcijami »čiščenja« na odprtih poljih ali v zapuščenih prostorih na obrobju mest in vasi postavili začasna filtracijska taborišča.
Leta 2006 so ruske skupine za človekove pravice predložile dokaze o skrivni mučilnici v kleti nekdanje šole za gluhe otroke v okrožju Oktobrsko v Groznem. Uporabljala naj bi ga enota ruske posebne policije OMON, ki je bila v zgodnjih 2000-ih nameščena v bližini. Tam naj bi zadržali, mučili in ubili na stotine ljudi, katerih trupla so nato odvrgli po vsej Čečeniji. Pripadnik enote Sergej Lapin je bil leta 2005 obsojen zaradi mučenja čečenskega študenta Zelimhana Murdalova. Aktivisti so povedali, da so dokaze zbrali ravno preden je bila stavba, v kateri je bila mučilnica, porušena v poskusu prikrivanja.